# 12221 Ogatakoan
12221 Ogatakoan este un asteroid din centura principală de asteroizi.

## Descriere
12221 Ogatakoan este un asteroid din centura principală de asteroizi. A fost descoperit pe 14 noiembrie 1982 la Kiso de Hiroki Kosai și Kiichiro Hurukawa. Asteroidul prezintă o orbită caracterizată de o semiaxă mare de 2,62 ua, o excentricitate de 0,09 și o înclinație de 2,0° în raport cu ecliptica.